# Ґоґель-моґель (фільм)
«Ґоґель-моґель» (пол. Kogel-mogel) — польський комедійний фільм 1988 року режисера Романа Залуського.

## Сюжет
Сюжет фільму починається влітку 1987 року, коли Катажина Сольська повертається до рідного села Ґрабово після іспитів на педагогічний факультет Варшавського університету. Там вона дізнається, що батьки готують її заручини з багатим, але не дуже вродливим Сташеком Коласою. Спочатку вона не хоче весілля, але після того, як її дезінформували, що вона не вступила до університету, погоджується.
Напередодні весілля Кася отримує повідомлення про зарахування до університету і тікає до Варшави. Там вона влаштовується нянею до Пйотра Воланського і переїжджає до Воланських. Барбара Воланська підозрює її у романі з її чоловіком Мар'яном, доцентом педагогічного факультету. Після вмовлянь бабусі Воланської Кася повертається на роботу.
У ресторані Кася залишає свою сумочку, яку знаходить Павел Завада, випускник Головної школи сільського господарства. Він повертає загублену річ і забирає Касю. Вони закохуються і їдуть до його села Бжузки, де Павел пропонує їй руку і серце.

## Акторський склад
- Ґражина Блецька-Кольська — Катажина Сольська
- Ева Каспшик — Барбара Воланська
- Здзіслав Вардейн — Мар'ян Воланський
- Катажина Ланєвська — Марія Сольська, матір Касі
- Єжи Турек — Зенон Сольський, батько Касі
- Малґожата Лорентович — пані Воланська, бабця Пйотруся
- Мацей Котерський — Пйотрусь Воланський, син Барбари та Мар'яна Воланських
- Даріуш Сятковський — Павел Завада
- Фердинанд Матисік — Ян Завада, батько Павела
- Анна Мілевська — пані Завада, матір Павела
- Єжи Роґальський — Стасек Коласа
- Кристина Колодзейчик — Дануся, колежанка Барбари Воланської
- Галина Беднаж — колежанка Барбари Воланської
- Ева Каня — колежанка Барбари Воланської
- Барбара Вінярська — няня з коляскою в Саксонському саду
- Ельжбета Панас — Ванда, приятелька Касі
- Єжи Домінік — Голендер ван Дорн
- Йоанна Крефт-Бака — студентська колежанка Катажини Сольської
- Ґжеґож Ґадзьомський — студентський колега Катажини Сольської
- Войцех Косцєльняк — студентський колега Катажини Сольської
- Тадеуш Шимкув — студент у переповненій кімнаті гуртожитку
- Томаш Гудзєц — студент, на якого впала Катажина Сольська після іспиту
- Аліція Міґуланка — пані Валчакова, носильниця в Студентському будинку
- Ришард Котис — листоноша
- Віктор Зборовський — староста Зиґмунт Мацеяк, давній очільник ґміни
- Аґата Жешевська — пані Крися, секретарка в деканаті
- Леонард Анджеєвський — хлопець
- Юзеф Каліта — чоловік на стоянці таксі
- Пйотр Куровський — гість на весіллі
- Влодзімеж Мусял — гість на весіллі
- Войцех Заґурський — гість на весіллі
- Ірена Маларчик — сусідка
- Мацей Шари — член екзаменаційної комісії
- Ірена Шимкевич — пані Гелена

## Фільмування
Кінострічка знімалася у Варшаві, а конкретно в таких локаціях, як: Старе місто, траса Лазєнковська, «Варшава-Центральна», Варшавський університет, Краківське передмістя, Саксонський сад, вулиця Маршалковська.

## Продовження
У 1989 році було знято продовження фільму під назвою «Ґаліматьяс, або Ґоґель-моґель 2», через 30 років, у 2019 році, відбулася прем'єра третьої частини під назвою «Розгардіяш, або Ґоґель-моґель 3», у 2022 році — четвертої частини під назвою «Кінець світу, або Ґоґель-моґель 4», а у 2024 році вже відбулася прем'єра п'ятої частини під назвою «Бебі-бум, або Ґоґель-моґель 5».